# جووانی بنلی
جووانی بنلی (ایتالیایی: Giovanni Benelli؛ ‏ ۱۲ مهٔ ۱۹۲۱ – ۲۶ اکتبر ۱۹۸۲) دیپلمات، متخصص الهیات و کشیش کاتولیک اهل ایتالیا بود. وی از سال ۱۹۷۷ تا زمان مرگش، اسقف اعظم فلورانس بود. وی در سال ۱۹۷۷ کاردینال شد.
وی از سال ۱۹۴۶، منشی خصوصی پاپ پل ششم در واتیکان بود.